# Storkenkopf
De Storkenkopf is met 1366 meter hoogte na de Grand Ballon de op één na hoogste berg van de Vogezen in Frankrijk. Hij ligt vlak bij de Grand Ballon in het departement Haut-Rhin. Op 1250 meter hoogte bevindt zich een boerderij/herberg. De wandelroute GR5 loopt over de flank van de berg aan de zuidkant.
De top is te bereiken vanaf de Route des Crêtes, die in de richting noord-zuid alle hoogten van het massief van de Vogezen met elkaar verbindt.